# Andreï Arev
Pour les articles homonymes, voir Arev.
Andreï Arev (en russe : Арьев, Андрей Юрьевич) est un critique littéraire, écrivain, prosateur, rédacteur soviétique et russe né le 18 janvier 1940 à Léningrad.

## Biographie
En 1964, Arev est diplômé du département de langue et littérature russe de la faculté de philologie de l'université d'État de Saint-Pétersbourg.
Après avoir obtenu son diplôme, il débute des activités à la maison d'édition Nord-Ouest (Arkhangelsk), puis aux éditions Lenizdate (ru). Il participe à des expéditions à l'île de Sakhaline, aux îles Kouriles et au Tadjikistan. Il organise un temps, comme guide, les visites au Musée de Mikhaïlovskoïe. Ensuite, il commence à travailler à la revue Zvezda (en), où il est consultant pour le département de prose et rédacteur en chef adjoint.
Depuis 1972, il publie ses propres ouvrages en prose à la fois dans la presse périodique russe, dans des samizdats, et à l'étranger. Il est membre de l'Union des écrivains soviétiques depuis 1984. Il est édité comme critique littéraire dans différents périodiques et revues littéraires telles que Questions de littérature (ru), Zvezda, Znamia, Novy Mir et d'autres encore. Il est l'auteur de plus de 200 ouvrages édités. Son domaine est celui de la culture russe du XIXe siècle et XXe siècle.
Depuis 1991 (selon d'autres données, depuis 1992), il collabore avec Jacob Gordine (ru) à la revue Zvezda.
En 2000, il publie un recueil d'articles critiques sur La Branche royale (Tsarskaïa Vetka).
Comme ancien ami étudiant de Sergueï Dovlatov, après la mort de ce dernier, il est devenu rédacteur et commentateur de ses œuvres ; il signe la postface de Le Colonel dit que je t'aime ; il publie ses souvenirs sur son ami. Il est également auteur d'une série d'articles sur l'œuvre de Vladimir Nabokov. Il est encore auteur de la Vie de Gueorgui Ivanov, récit documentaire. Il est membre du jury Palmyre du Nord. Il vit à Saint-Pétersbourg.
Philologue, journaliste, collaborateur de Radio Free Europe. Ivan Tolstoï (ru) décrit Arev comme « un fan persistant de la culture particulière à la ville russe de Saint-Pétersbourg ».